# دانيال إدوارد رايلي
دانيال إدوارد رايلي (بالإنجليزية: Daniel Edward Riley)‏ هو سياسي كندي، ولد في 28 نوفمبر 1860، وتوفي في 27 أبريل 1948. حزبياً، نشط في الحزب الليبرالي الكندي. وقد انتخب عضو مجلس الشيوخ الكندي.